# Pippo Merisi
Pippo Merisi est un acteur français.

## Filmographie
- 1967 : Mise à sac d'Alain Cavalier
- 1967 : La Grande Sauterelle de Georges Lautner
- 1967 : Le Pacha de Georges Lautner - Un membre de la bande à Émile
- 1968 : Le Guerillero et celui qui n'y croyait pas d'Antoine d'Ormesson - Juan
- 1969 : Mon oncle Benjamin de Édouard Molinaro - M. Bonteint
- 1969 : Le Cerveau de Gérard Oury
- 1970 : Mont-Dragon de Jean Valère - Le marchand de vin
- 1970 : Dernier Domicile connu de José Giovanni - Le ferrailleur
- 1970 : Mourir d'aimer d'André Cayatte
- 1970 : Laisse aller... c'est une valse de Georges Lautner
- 1970 : Comptes à rebours de Roger Pigaut - Livio
- 1971 : La Mandarine d'Édouard Molinaro
- 1972 : R.A.S. d'Yves Boisset - Luigi, le légionnaire
- 1972 : Pas folle la guêpe de Jean Delannoy
- 1972 : César et Rosalie de Claude Sautet - Albert
- 1972 : Le Gang des otages d'Édouard Molinaro - Le greffier
- 1972 : Un meurtre est un meurtre d'Étienne Périer
- 1972 : Les Noces rouges de Claude Chabrol - Berthier
- 1973 : Le Mouton enragé de Michel Deville
- 1973 : Le Mataf de Serge Leroy - Jackie, l'anguille
- 1974 : Vincent, François, Paul et les autres de Claude Sautet - Le soigneur chauve
- 1975 : Catherine et Cie de Michel Boisrond - Alphonse, le chauffeur de taxi
- 1977 : Un juge, un flic de Denys de La Patellière, première saison (1977), épisode : un taxi pour l'ombre
- 1978 : On peut le dire sans se fâcher de Roger Coggio
- 1978 : La Raison d'État d'André Cayatte
- 1978 : West indies de Med Hondo
- 1979 : Le Crime des innocents, téléfilm  de Roger Dallier - le pizzaïolo
- 1982 : Si elle dit oui... je ne dis pas non de Claude Vital